# Sigma Corporation
Сигма корпорација (株式会社シグマ, Kabushiki-gaisha Shiguma) је јапанска компанија која се бави производњом камера, објектива, блицева и друге фотографске опреме. Сви производи Сигма компаније се производе у фабрици која се налази у региону Аизу у граду Бандаи у перфектури Фукушима у Јапану. Иако компанија Сигма прозводи неколико модела камера, компанија је најпознатија по прозводњи висококвалитетних објектива и осталог прибора који је компатибилан са камерама других компанија.
Компанију је основао 1961. године Мићихиро Јамаки, који је такође био директор Сигме до своје смрти у 78. години живота, 2012. године.
Сигма производи раде на камерама прозведених од компанија Кенон, Никон, Пентакс, Сони, Олимпус и Панасоник, као и на сопственим камерама.
Сигма је такође направила објективе под именом Куантарај, које се ексклузивно продају у продавници Риц Камера. Слично томе, Сигма објекиве је продавала некадашња продавница под називом Волф камера, али након спајања Волфа и Рица оба бренда се могу купити..
Сигмини дигитални СЛР фотоапарати, СД9, СД10, СД14, СД15, као и најновији СД1 су необични по томе што имају Фовеон икс 3 сензор слике. ‘Мирорлес’ (без-огледалне) камере попут Сигма СД кватро, и СД кватро Х, користе Фовеон кватро сензор, који је унапређена  верзија Фовеон икс 3. Сви користе СА држач објектива. Сигмина ДП серија компактних П&С камера врхунског квалитета, такође користи сензор Фовеон Кватро, због чега имају много већи сензор од осталих фотоапарата овог типа.
У септембру 2018. Сигма је постала једна од чланова оснивача Ел-Маунт Аллијансе; најавила је да ће престати да развија фотоапарате са СА држачем објектива и уместо тога почиње користити Леикин Ел-Маунт. Нова  Сигма ФП без-огледална камера пуног формата, представљена је 2019. године, заједно са низом Ел-Маунт објектива и адаптера.

Сигма је највећи светски независни произвођач објектива и породично је предузеће.

## Фотоапарати
Сигма је направила бројне филмске СЛР фотоапарате, укључујући СА-300, СА-5, СА-7 и СА-9. Њихов последњи потрошачки дигитални СЛР је СД15. Током сајма Фотокине 2010. године, Сигма је најавила нову водећу дигиталну СЛР камеру, СД1. СД1 има нови сензор од 46 мегапа, Фовеон икс 3 са обрезивањем од 1.5, за разлику од претходних модела који су имали обрезивање од 1.7.
Сви Сигма СЛР и дигитални СЛР и фотоапарати без огледала користе Сигма СА држач, који је механички сличан Пентакс К држачу и  прилагођен је Кенон ЕФ држачу објектива.
Сигма такође производи ДП серију компактних дигиталних фотоапарата врхунског квалитета. Сензори величине Фовеон АПС-Ц слични су онима који се користе у ДСЛР линији.Тренутна линија користи Кватро сензор, варијанту Фовеон дизајна који има горњи слој веће резолуције и доње слојеве ниже резолуције комбиноване у коначну слику за коју се тврди да је еквивалентна матрици слике од 39 мегапа у боји. Четири компактне камере разликују се фиксним примарним објективима, са ултра широким ДП0, широким ДП1, нормалним ДП2 и телеобјективом ДП3.
У фебруару 2016, Сигма је најавила две нове камере без огледала - СД Кватро и СД Кватро Х. Обе камере користе Сигма СА носач пуне дубине, омогућава употребу постојећих објектива на СА-носачу, а такође користе и фовеон Кватро сензоре. СД Кватро користи АПС-Ц сензор са 19,6 мегапа у горњем слоју, док СД Кватро Х користи АПС-Х (1,35х  обрезивање) сензор са 25,5 мегапиксела у горњем слоју. Компанија тврди да технологија Фовеон Кватро производи ниво детаља еквивалентан нивоу Бајер сензора са дупло већим бројем па.

## Софтвер
Сигма производи софтвер Сигма Фото Про за пост-продукцију . X3F формата слике. Доступан је и за Мек оперативни систем и Мајкрософт Виндовс.

## Објективи
Сигма производи објективе са аутоматским фокусирањем за апарате са носачима објектива: Сигма СА, Кенон ЕФ, Никон Ф, Минолта / Сони α (алфа), Пентак К. Сваки објектив можда неће бити доступан у свим носачима, а на одређеним носачима може имати одређене функције (као што је ХСМ).
У августу 2013. године Сигма је најавила да ће од наредног месеца понудити услугу конверзије монтирања за своје најновије „Глобал Вижн“ објективе - оне са „А“ (Уметност), „Ц“ (Савремени) или „С“ (Спорт) као део њиховог модела. За трошкове који варирају у зависности од тржишта и објектива - од 80 до 250 долара у САД-у, не рачунајући трошкове испоруке, власници могу послати своје објективе локалној компанији Сигма, која их заузврат шаље у Јапан на замену носача, укључујући и додатну калибрацију и оптимизацију за нови систем камера.
Објективи дизајнирани за ДСЛР фотоапарате могу се претворити у Кенон ЕФ, Никон Ф, Пентак К, Сигма СА или Сони α (алфа) ; они дизајнирани за МИЛЦ-ове могу се претворити у Микро четри трећине или Сони Е-носач.

### Ознаке
- ASP - Асферични елементи сочива.
- APO - Апохроматски елементи сочива, првобитно за „Напредну перформансу оптике“, нису нужно апохроматски.
- OS - „Оптичка стабилизација“ у објективу, пандан Никон ВР или Цанон ИС.
- HSM - „Хипер-Сониц Мотор” је ултразвучни мотор у објективу или микро мотор, као што је Никон СВМ (АФ-С) (ултразвучни или микро-мотор) и Цанон УСМ (ултразвучни или микро-мотор), Минолта / Коница Минолта / Сони ССМ (ултразвучни мотор) или Сони САМ (микро-мотор).
- A - „Арт Сериес“, велике бленде и зум објектива, високе оптичке перформансе. Компатибилан УСБ прикључак. Део реструктурирања линије објектива од 2013. године.
- C - „Савремена серија“, комбинујући оптичке перформансе и компактност. Компатибилан УСБ прикључак. Део реструктурирања линије објектива од 2013. године.
- S - „Спортска серија", телефото и супер-телеобјективи. Компатибилан УСБ прикључак. Део реструктурирања линије објектива од 2013. године.
- EX - „Изврсни објективи“, ЕКС-финиш, серија високих перформанси.
- DG - „Дигитал Грејд", премази сочива оптимизовани за ДСЛР фотоапарате, фулл-фрејм као и АПС-Ц, који се могу користити и на 35мм филмским СЛР фотоапаратима.

- DC - „Дигитал Компакт“, сочива за ДСЛР фотоапарате који су компатибилни само са АПС-Ц сензорима.
- DL - „Делукс”[тражи се извор], означавају објективе пред крај ере филма.
- DN - „Дигитал Нео“, сочива за фотоапарате са изменљивим објективима без огледала са АПС-Ц и Мицро Фоур Тхирдс сензоримаDF - „Дуал Фоцус", сочиво има квачило за искључивање фокусног прстена када је у режиму АФ.
- FLD - „Стакло Ф са ниском дисперзијом“, највиши ниво стакла са ниском дисперзијом који је доступан са екстремно високим пропустом светлости. Ово стакло има перформансе једнаке флуоритном стаклу које има низак индекс лома и малу дисперзију светлости у поређењу са тренутним оптичким стаклима.
- HF - „Хелицал Фоцусинг", предњи елемент сочива се не ротира (корисно за поларизационе филтере и зонерице са латицама).
- RF - „Задње фокусирање“, сочива која користе фокусирање позади, без промене дужине током фокусирања, без ротирајућих предњих елемената.
- IF - „Унутрашње фокусирање", дужина сочива се не мења током фокусирања, нема ротирајућих предњих елемената.
- UC - „Ултра-компактни" објективи.

### Зум објективи

#### Широкоугаони зум објективи
- 8–16мм ф / 4-5,6 ДЦ ХСМ
- 10–20 мм ф / 4-5,6 ЕКС ДЦ ХСМ
- 10–20 мм ф / 3,5 ЕКС ДЦ ХСМ
- 12–24 мм ф / 4,5–5,6 ЕКС ДГ Асферични ХСМ
- 12–24 мм ф / 4,5-5,6 ДГ Асферчни ХСМ 2
- 12–24 мм ф / 4 ДГ ХСМ Арт
- 15–30мм ф / 3,5–4,5 ЕКС ДГ Асферични
- 17–35мм ф / 2,8–4 ЕКС ДГ Асферични ХСМ
- 18–35мм ф / 3,5-4,5 Асферични
- 20–40мм ф / 2,8 ЕКС ДГ Асферични
- 21–35мм ф / 3,5-4,2
- 24–35мм ф / 2 ДГ ХСМ Арт

#### Стандардни зум објективи
- 17–50 мм ф / 2,8 ЕКС ДЦ ОС ХСМ
- 17–70мм ф / 2,8–4,5 ДЦ МАКРО ХСМ
- 17–70мм ф / 2.8-4.0 ДЦ ОС МАКРО ХСМ
- 17–70мм ф / 2.8-4.0 ДЦ ОС МАКРО ХСМ Ц
- 18–35мм ф / 1,8 ДЦ ХСМ А
- 18–50мм ф / 2,8 ЕКС ДЦ
- 18–50 мм ф / 2,8 ЕКС ДЦ МАКРО
- 18–50мм ф / 2,8-4,5 ДЦ ХСМ
- 18–50мм ф / 3,5–5,6 ДЦ
- 24–60 мм ф / 2.8 ЕКС ДГ
- 24–70 мм ф / 2.8 ЕКС ДГ Макро
- 24–70мм ф / 2.8 ЕКС ДГ ХСМ
- 24–70мм ф / 3,5–5,6 Асферични ХФ
- 24–105 мм ф / 4 ДГ ОС ХСМ А
- 24–135 мм ф / 2,8–4,5 Асферични ИФ
- 28–70мм ф / 2.8 ЕКС ДГ
- 28–70 мм ф / 2,8–4 ДГ
- 28–70мм ф / 2,8–4 УЦ
- 28–70мм ф / 3,5–4,5 УЦ
- 28–80 мм ф / 3,5-5,6 Асферични Макро
- 28–84 мм ф / 3,5–4,5
- 28–85 мм ф / 3,5–4,5
- 28–105 мм ф / 2,8–4 ДГ
- 28–105мм ф / 3,8–5,6 Асферични ИФ
- 28–105 мм ф / 4–5,6 УЦ
- 28–135мм ф / 3,8–5,6
- 28–135мм ф / 4–5.6
- 28–200 мм ф / 3,5–5,6 ДГ Макро
- 28–200 мм ф / 4–5.6
- 28–300 мм ф / 3,5–6,3 ДГ Макро
- 28-300мм ф / 3.5-6.3 ДЛ Хиперзоом Аспхерични ИФ
- 35–70 мм ф / 2,8–4
- 35–70 мм ф / 3,5–4,5
- 35–80 мм ф / 4–5,6 ДЛ
- 35–105 мм ф / 3,5–4,5 Макро
- 35–135 мм ф / 3,5–4,5
- 35–135 мм ф / 4–5,6 УЦ
- 35–200 мм ф / 4–5.6
- 39–80 мм ф / 3,5 ИКС КУ

#### Телефото зум објективи
- 50-150мм ф / 2.8 ЕКС ДЦ ХСМ
- 50-150мм ф / 2,8 ЕКС ДЦ ХСМ 2
- 50-150мм ф / 2.8 АПО ЕКС ДЦ ОС ХСМ
- 50–200мм ф / 3,5-4,5 АПО
- 50–500 мм ф / 4–6,3 ЕКС ДГ ХСМ
- 50–500 мм ф / 4,5-6,3 ДГ ОС ХСМ
- 55–200 мм ф / 4–5.6
- 60–600 мм ф / 4,5–6,3 ДГ ОС ХСМ С
- 70–150 мм ф / 3.5
- 70–200 мм ф / 2,8 ЕКС ДГ МАКРО ХСМ
- 70–200 мм ф / 2,8 ЕКС ДГ ХСМ
- 70–200 мм ф / 2,8 ЕКС ДГ МАКРО ХСМ 2
- 70–200 мм ф / 2.8 ЕКС ДГ АПО ОС ХСМ[10]
- 70-210мм ф / 2.8 АПО
- 70–210 мм ф / 3,5–4,5 АПО
- 70-210мм ф / 4-5,6 УЦ
- 70-210мм ф / 4-5,6 УЦ-2
- 70–210мм ф / 4.5
- 70–250мм ф / 3,5-4,5
- 70–300 мм ф / 4–5,6 ДГ МАКРО
- 70–300 мм ф / 4–5,6 АПО ДГ МАКРО
- 75–200 мм ф / 2,8-3,5
- 75–200 мм ф / 3,8
- 75–230мм ф / 4.5
- 75–250мм ф / 4-5
- 75–300 мм ф / 4,5–5,6 АПО
- 80–200 мм ф / 3,5
- 80–200 мм ф / 3,5-4,0
- 80–200 мм ф / 4,5–5,6
- 80–400 мм ф / 4,5–5,6 ЕКС ОС
- 100–200 мм ф / 4,5
- 100–300 мм ф / 4 ЕКС ДГ ХСМ
- 100–300 мм ф / 4,5–6,7 ДЛ
- 100–500мм ф / 5,6–8 АПО Зоом Тау
- 120–300 мм ф / 2,8 ЕКС ХСМ
- 120–300 мм ф / 2,8 ЕКС ДГ ХСМ
- 120-300мм ф / 2.8 ЕКС ДГ ОС ХСМ
- 120–300 мм ф / 2,8 ДГ ОС ХСМ С
- 120–300 мм ф / 5,6
- 120–300мм ф / 5,6-6,3
- 120–400 мм ф / 4,5–5,6 АПО ДГ ОС ХСМ
- 135–400 мм ф / 4,5–5,6 ДГ
- 150–500 мм ф / 5–6.3 АПО ДГ ОС ХСМ
- 150–600 мм ф / 5–6.3 ДГ ОС ХСМ Ц
- 150–600 мм ф / 5–6.3 ДГ ОС ХСМ С
- 170–500 мм ф / 5–6.3 ДГ
- 200–500мм ф / 2.8 ЕКС ДГ (укључен телеконвертер који омогућава 400–1000мм ф / 5.6)
- 300–800 мм ф / 5,6 АПО ЕКС ДГ ХСМ
- 350-1200мм ф / 11 АПО

### Прајм објективи

#### Широкоугаони прајм објективи
- 8мм ф / 3.5 ЕКС ДГ Циркуларни Фишај
- 8мм ф / 4 ЕКС ДГ Циркуларни Фишај
- 10 мм ф / 2.8 Фишај Ултра-Широкоугаони
- 12 мм ф / 2.8 Фишај Ултра-Широкоугаони
- 14мм ф / 2.8 ЕКС Асферични ХСМ
- 14 мм ф / 3.5
- 15 мм ф / 2.8 ЕКС ДГ Дијагонални Фишај
- 16мм ф / 2.8 КСК Филтерматик дијагонални Фишај
- 18мм ф / 2.8 Филтерматик
- 18 мм ф / 3.2 ИКС КУ
- 18 мм ф / 3.5
- 20 мм ф / 1.4 ДГ ХСМ Арт
- 20 мм ф / 1.8 ЕКС ДГ Асферични РФ
- 24 мм ф / 1.4 ДГ ХСМ Арт
- 24 мм ф / 1.8 ЕКС ДГ Асферични Макро
- 24мм ф / 2.8 КСК Филтерматик
- 24мм ф / 2.8 Асферични
- 24 мм ф / 2.8 Супер-Широки
- 24 мм ф / 2.8 Супер-Широки 2
- 28 мм ф / 1.8 Асферични
- 28 мм ф / 1.8 ЕКС ДГ Асферични Макро
- 28мм ф / 2.8 ИКС КУ Филтерматик
- 28мм ф / 2.8 Мини Широкоугаони 2
- 35 мм ф / 1.4 ДГ ХСМ 'А'
- 35 мм ф / 2,8 ГН (водећи број)

#### Стандардни прајм објективи
- 30 мм ф / 1.4 ЕКС ДЦ ХСМ (еквивалент 45 мм на већини АПС-Ц система, 48 мм еквивалент на Цанону АПС-Ц, 51 мм на Сигма, 60 мм на четири трећине)
- 30 мм ф / 1.4 ДЦ ХСМ А (доступан за Цанон, Никон и Сигма носаче)
- 50 мм ф / 1.4 ЕКС ДГ ХСМ
- 50 мм ф / 1.4 ДГ ХСМ А

#### Макро прајм објективи
- Макро 50мм ф / 2.8 ЕКС
- Макро 50 мм ф / 2.8 ЕКС ДГ
- Макро 55мм ф / 2.8 ИКС КУ
- Макро 70 мм ф / 2.8 ЕКС ДГ
- Макро 90мм ф / 2.8
- Макро 100 мм ф / 2.8 ИКС КУ
- Макро 105мм ф/2.8 ЕКС
- Макро 105мм ф / 2.8 ЕКС ДГ
- Макро 105мм ф / 2.8 ЕКС ДГ ОС ХСМ
- АПО Макро 150 мм ф / 2.8 ЕКС ДГ ХСМ
- АПО Макро 150 мм ф / 2.8 ЕКС ДГ ОС ХСМ
- АПО Макро 180мм ф / 2.8
- АПО Макро 180мм ф / 2.8 ЕКС ДГ ОС ХСМ
- АПО Макро 180мм ф / 3.5 ЕКС ДГ ИФ ХСМ
- АПО Макро 180мм ф / 5.6

#### Телефото прајм објективи
- 85 мм ф / 1.4 ЕКС ДГ ХСМ[11]
- 135 мм ф / 1.8 ДГ ХСМ А
- 135 мм ф / 1.8 ЕКС КУ
- Сигмател 135мм ф / 1.8
- 135 мм ф / 2,5 Т-носач
- 135мм ф / 2.8
- 135мм ф / 3.5
- 200 мм ф / 2.8 ЕКС КУ
- 200 мм ф / 3.5
- 200 мм ф / 4
- АПО 300 мм ф / 2.8 ЕКС ДГ ХСМ
- АПО 300мм ф / 2.8
- 300 мм ф / 4 ЕКС КУ
- АПО 300 мм ф / 4 Макро
- АПО 300 мм ф / 4 ХСМ Макро
- АПО 300мм ф / 4.5
- 300 мм ф / 5,6
- 400 мм ф / 5,6
- 400мм ф / 5.6 Мирор
- АПО 400мм ф / 5.6
- АПО 400 мм ф / 5,6 Макро
- АПО 400 мм ф / 5,6 ХСМ Макро
- 500мм ф / 4 Мирор-Ултра-телефото
- АПО 500мм ф / 4.5
- АПО 500 мм ф / 4.5 ЕКС ДГ ХСМ
- АПО 500 мм ф / 7,2
- 500 мм ф / 8 Мирор
- 600 мм ф / 8 Мирор
- АПО 800мм ф / 5.6 ЕКС ДГ ХСМ
- АПО 1000мм ф / 8
- 1000мм ф / 13.5 Мирор

### ДЦ објективи за АПС-Ц
- 4.5мм ф / 2.8 ЕКС ДЦ Циркуларни Фишај ХСМ
- 8–16мм ф / 4,5-5,6 ДЦ ХСМ
- 10 мм ф / 2.8 ЕКС ДЦ Фишај ХСМ
- 30 мм ф / 1.4 ЕКС ДЦ ХСМ
- 10–20 мм ф / 3,5 ЕКС ДЦ ХСМ
- 10–20 мм ф / 4–5,6 ЕКС ДЦ ХСМ
- 17–50 мм ф / 2,8 ЕКС ДЦ ОС ХСМ
- 17–70мм ф / 2,8–4,5 ДЦ МАКРО ХСМ
- 17–70мм ф / 2.8-4.0 ДЦ ОС МАКРО ХСМ
- 17–70мм ф / 2.8-4.0 ДЦ ОС МАКРО ХСМ 'Ц'
- 18–35мм ф / 1,8 ДЦ ХСМ А
- 18–50мм ф / 2,8 ЕКС ДЦ
- 18–50 мм ф / 2,8 ЕКС ДЦ МАКРО
- 18–50мм ф / 2,8-4,5 ДЦ ХСМ
- 18–50мм ф / 3,5–5,6 ДЦ
- 18–125 мм ф / 3,5–5,6 ДЦ
- 18–125 мм ф / 3,8–5,6 ДЦ ХСМ
- 18–200 мм ф / 3,5–6,3 ДЦ
- 18–200 мм ф / 3,5–6,3 ДЦ ОС (верзија ХСМ само за Никон)
- 18–200 мм ф / 3,5-6,3 ДЦ ОС ХСМ 2
- 18–200мм ф / 3,5-6,3 ДЦ Макро ОС ХСМ Ц
- 18–250 мм ф / 3,5–6,3 ДЦ ОС ХСМ
- 50-100мм ф / 1,8 ДЦ ХСМ[12]
- 50–150 мм ф / 2,8 ЕКС ДЦ ХСМ
- 50–150 мм ф / 2,8 ЕКС ДЦ ХСМ 2
- 50–150 мм ф / 2,8 ЕКС ДЦ ОС ХСМ
- 55–200 мм ф / 4–5,6 ДЦ

### ДН објективи за апарате без огледала
- Сигма 16 мм ф / 1.4 ДЦ ДН Савремени[13]
- 19 мм ф / 2.8 ЕКС ДН
- 19 мм ф / 2,8 ДН А
- 30 мм ф / 1.4 ДЦ ДН Ц[14]
- 30 мм ф / 2,8 ЕКС ДН
- 30 мм ф / 2.8 ДН А[15]
- 60 мм ф / 2,8 ДН А

## Тужба
Никон је поднео тужбу 2011. године против Сигме, тврдећи да је прекршио патенте који се односе на Никон технологију стабилизације слике "смањење вибрације". У 2015. години тужба је завршена нагодбом, али нису објављени детаљи тужбе.